# اینگو گرهارتز
اینگو گرهارتز (انگلیسی: Ingo Gerhartz؛ زادهٔ ۹ دسامبر ۱۹۶۵) ژنرال نیروی هوایی آلمان است، که از ژوئن ۲۰۲۵ به‌عنوان فرمانده ستاد فرماندهی نیروی مشترک متفقین برونسوم فعالیت می‌کند.
گرهارتز فعالیت نظامی را از سال ۱۹۸۵ به‌عنوان خلبان جنگنده اف-۴ فانتوم در نیروی هوایی آلمان آغاز کرد. وی از ۲۰۰۰ تا ۲۰۰۳ فرمانده بال ۷۳ جنگنده بود، از ۲۰۰۸ تا ۲۰۱۰ فرماندهی بال ۳۱ جنگنده-بمب‌افکن را برعهده داشت، از ۲۰۱۰ تا ۲۰۱۵ به‌عنوان رئیس ستاد نیروی هوایی آلمان فعالیت می‌کرد، از ۲۰۱۵ تا ۲۰۱۸ معاون وزیر دفاع آلمان بود و در فاصله سال‌های ۲۰۱۸ تا ۲۰۲۵ فرماندهی نیروی هوایی آلمان (بازرس نیروی هوایی) را برعهده داشت.